# Schuldig befunden
Schuldig befunden ist eine dem Sozialistischen Realismus zuzurechnende, rund um das Arbeitsleben angesiedelte Erzählung der DDR-Schriftstellerin Marianne Bruns. Sie erschien 1961 im Mitteldeutschen Verlag, Halle (Saale). Das Buch enthält einige Strichzeichnungen von Horst Schönfelder.

## Inhalt
In einer Kleinstadt der DDR arbeiten neun Frauen in einer Abteilung des VEB Fernsehgehäusewerk zusammen, wo sie einfache, angelernte Fertigungsschritte verrichten. Um für anspruchsvollere Arbeitsgänge qualifiziert zu sein, müssten sie Weiterbildungen belegen, zu denen auch die Einführung in gesellschaftswissenschaftliche Theorien gehören würde. Sie dürften sich dann „Sozialistische Brigade“ nennen. Die meisten der grundverschiedenen Frauen lehnen dies ab. Alle haben ihre eigenen großen oder kleinen Probleme, mit denen sie mal gut, mal weniger gut klarkommen, und die von einigen zu Hause gelassen, von anderen aber in den Vordergrund gestellt werden. In Herkunft und Alter bestehen große Unterschiede, ebenso im Temperament und in der Arbeitsauffassung. Aus diesen Unterschieden resultieren Defizite im Zusammenhalt: Klatsch, Streit und Stichelei sind unter den „Kleinbürgerinnen“ (S. 5, 7) an der Tagesordnung. Der Meister und der Betriebsgewerkschafts-Vorsitzende sind nicht imstande, das inhomogene Kollektiv zu einen und voranzubringen.
In einer Mitarbeiterversammlung versucht der Betriebsgewerkschaftsleiter Paul Worbis die acht anwesenden Frauen wieder einmal von der ausgeschlagenen Chance zu überzeugen. Die neunte, Johanna Sörgel, fehlt. Sie wurde kurz zuvor in einem Gerichtsverfahren wegen Meineids zu einer Gefängnisstrafe verurteilt, aber noch nicht von der Polizei abgeholt. Dieses Thema beherrscht nun die Besprechung. Zunächst werden von der Autorin lediglich die Eckpunkte des Falles benannt: Der Meineid wurde auf Druck ihrer Liebschaft, eines als liederlich verrufenen Mannes, begangen, der im Alkoholrausch einen gebrechlichen Wirtshausgast attackiert hatte.
Die Richterin, die den Schuldspruch über Hanna Sörgel sprach, macht sich Gedanken über die Verurteilte, da sie ihr verstört und trostlos vorkommt. Sie möchte, dass Hanna von ihrem Arbeitskollektiv seelisch aufgefangen wird, denn eine Straffällige müsse letztlich in das Leben der Gemeinschaft zurückfinden. Die Kolleginnen beklagen sich jedoch bei der Richterin über Hanna. Sie habe seit der Bekanntschaft mit dem Mann Bummelschichten eingelegt, sei krank gewesen und falle jetzt komplett aus. Aufholen müssten dies immer die anderen. Der fehlenden Einsicht und Hilfsbereitschaft wegen will die Richterin den direkten Kontakt zu Hanna und deren tauber Mutter suchen. An der Sörgelschen Adresse angekommen, findet sie Hanna schwer verletzt im Hof liegen – sie hat sich aus dem Fenster gestürzt.
Innerhalb des Kollektivs gibt es Anzeichen der Reue. Die vorlaute Lene Prinz versucht sogar, von der Richterin die Zurücknahme des Urteils zu erwirken, aber die Richterin erklärt, Rechtsprechung bedürfe bindender Gesetze statt individueller Gefühle.
Nach einer Operation stirbt Johanna Sörgel; die Arbeiterinnengruppe entschließt sich zur Weiterbildung. Zum ersten Brigadeabend erscheint die Richterin und hat eine sorgfältig recherchierte Biografie Hannas dabei, die sie vorliest.
Demnach hatte Hanna eine freudlose Kindheit in einer zerrütteten Familie, deren Oberhaupt ein KZ-Aufseher war. Durch den rüden Vater trug sie einen körperlichen Schaden davon, der sich in wiederkehrenden Kopfschmerzen äußerte. Des Vaters Judenhass schmerzte sie, weil ihre einzige Freundin jüdisch war. Hanna wurde zur Schulversagerin, so sehr sie sich auch bemühte. Ihre erste Liebe wurde von den Eltern unterbunden, die zweite hintertrieben. In ihrem Beruf als Abschreiberin wurde sie gebraucht, aber nicht wertgeschätzt. Die Eintönigkeit der Tätigkeit löste zudem heftige Kopfschmerzen aus. Sie erkannte die ihr Leid bestimmenden Zusammenhänge nicht, hinterfragte nichts, nahm alles ergeben hin.
Eine Wendung im bedauernswerten Leben Hannas hätte sein können, meint die Richterin, als sie mit der kranken Mutter umzog und sich die geschiedene und alleinerziehende Nachbarin Renate Seibold zum Vorbild nahm. Renate verschaffte Hanna zwar die Arbeit im VEB Fernsehgehäusewerk, ansonsten aber reagierte sie auf die Bewunderungen unsensibel, regelrecht gereizt. Auf Außenstehende würde dies grausam wirken, ist sich die Richterin sicher.
Ihre neue Arbeit verrichtete Hanna anfangs ordentlich, doch ihre Unterwürfigkeit und Bescheidenheit ging den Frauen auf die Nerven. Dann trat Edwin Pankok in ihr Leben. Die Kolleginnen wussten, welch ein übler Mensch er ist, warnten Hanna allerdings nicht vor ihm. Sie lästerten über das Paar und ließen Hanna ins Unglück laufen. An dieser Stelle des Berichtes dämmert es den Frauen, wie lieblos sie gewesen waren.
Das Absehbare trat ein: Edwin Pankok wurde Hannas überdrüssig. Hanna versuchte ihn mit allen Mitteln zu halten, was eine Vernachlässigung von Mutter und Beruf nach sich zog. Ins Wirtshaus war sie ihm gefolgt. Dort sah sie, wie er einem gehbehinderten Mann eine Weinflasche auf den Kopf schlug. Ihre Anwesenheit nutzte er aus, indem er ihr die Aussage vorgab, er sei zuerst mit dem Gehstock angegriffen worden.
Die Richterin unterbricht ihren Vortrag und bedauert, dass Hanna niemanden hatte, um in der Zeit bis zum Prozess gegen Pankok die Bedrängnis zu besprechen und ihre Aussage zu überdenken.
In der Verhandlung konnte sie ihre schablonenhafte Aussage nicht präzisieren und in Verbindung mit den Aussagen der anderen Zeugen aus dem Wirtshaus sowie Pankoks Rückzieher in Form eines Schuldeingeständnisses trat ihr Meineid zutage. Im eigenen Prozess wirkte sie weltunkundig, verängstigt, hilflos und entkräftet. So aussichtslos die Sachlage war, so aufrichtig war sie.
Die Richterin schließt ihre Ausführungen mit der Mutmaßung, dass Hanna Sörgel wahrscheinlich aufgrund ihrer Veranlagung „ein sanfter und liebenswerter Mensch geworden“ (S. 145) wäre. Die Brigade verspricht, von nun an fest zusammenzustehen und besonders die Jüngste, die noch in kindlichem Gemüt mehr mit sich selbst beschäftigt ist als ans Gemeinwohl zu denken, im Blick zu behalten.

## Entstehung
Der Besuch einer ihr bekannten Volksrichterin und ein in der Unterhaltung beiläufig erwähnter Vorfall brachte Bruns auf die Idee. In ihrer Schreibstube im Dachgeschoss arbeitete sie die Geschichte aus. Den letzten Schliff gab sie ihr während eines zweimonatigen Gastaufenthaltes einer Landwirtschaftlichen Produktionsgenossenschaft (LPG) im Gebirge.

## Interpretation
Heinz Winkelmann und die Arbeiterinnen, die das Buch diskutierten, stellten fest, dass es „nicht in erster Linie um einen Selbstmordfall geht, sondern um das neue sozialistische Verhältnis der Menschen untereinander“. Das Buch greife brennende Probleme der sozialistischen Erziehung auf. Die Lehre, die daraus zu ziehen sei, laute: „Wir haben keine fertigen Sozialisten, sondern müssen uns gegenseitig erziehen, und dabei hilft uns das Buch.“ Willi Köhler erinnerte daran, dass auf dem 14. Plenum des Zentralkomitees, die Schriftsteller der DDR eindringlich aufgefordert wurden, „aktiv mit ihren Werken in den Erziehungsprozeß einzugreifen“. Schuldig befunden sei ein Beispiel dafür, „wie Literatur diese geistige und moralische Entwicklung beeinflussen kann.“
Maria Wetzel sah neben dem sozialen und psychologischen Beziehungsgeflecht auch den Aspekt der Individualität: Bruns wolle dem Leser nahelegen, dass „die kostbare Besonderheit jedes Individuums“ Bedeutung für die DDR-Gesellschaft habe.
Für Günter Ebert ist die in der Bevölkerung verwurzelte Kleinbürgerlichkeit Hauptgegenstand der Geschichte. Dabei diene die Figur der Richterin als „gesellschaftliches Gewissen“.

## Rezeption

### Sprache und Aufbau
In der lobenden Erwähnung des Sprachstils waren sich die Rezensenten von Die Union, Wochenpost und Sächsische Neueste Nachrichten (alle 1961) einig: Mit wenigen Worten Charaktere lebensecht zu gestalten, sei Bruns‘ Meisterleistung. Sie beherrsche „auch die wichtige Kunst des Auslassens“ und meide „jede billige Wendung“. Zum Aufbau bemerkte der Rezensent der  Sächsischen Neuesten Nachrichten : „Die Novelle steigert durch ihren geschickten Bau die Spannung. Als die Gegenwart zur Katastrophe geführt hat, hebt die Vergangenheit das Gesicht und klagt an. Endlich halten die Schuldigen stand und bekennen sich zur Zukunft.“

### Charaktere
Willi Köhler hob im Neuen Deutschland die den Charakterisierungen zugrundeliegende „gute Beobachtungsgabe“ hervor. Horst W. Lukas schrieb in der Wochenpost von einem großen menschlichen Thema, bei dem Bruns „aus dem großen Reservoir ihrer Erinnerungen“ geschöpft habe.
Am ausführlichsten ließ sich der sowohl als Literaturkritiker als auch Schriftsteller bekannte Günter Ebert in der Wochenzeitung Sonntag aus: Als „Stärke“ bezeichnete er Bruns‘ Kenntnis von der traditionellen weiblichen Fixierung auf einen funktionierenden Haushalt: „Sie weiß, wie Frauen sich gegenseitig beurteilen nach dem Weiß der Wäsche, dem Glanz des Parketts [, dem] Staub auf den Möbeln“. Bruns‘ Schwäche sei dagegen, dass zwar Auseinandersetzungen am Arbeitsplatz stattfänden, diese jedoch nur „Staffage“ seien. Der Beruf mache aber eine wesentliche Prägung des Menschen aus. „Diesen Aspekt übersieht die Autorin, er lag gar nicht innerhalb ihrer Konzeption.“ Sein Fazit: „Innerhalb dieser Einschränkungen zeigt Marianne Bruns mit einfachen Mitteln die humanistische Grundlage unserer Gesellschaftsordnung, und zwar gerade dort, wo sich dieser Humanismus noch nicht mit allen Konsequenzen durchgesetzt hat.“
Die von Ebert ausgemachten Einschränkungen teilte ein weiterer Rezensent der Sächsischen Neuesten Nachrichten (1962) nicht: „Wieder ist es das geschickte Verweben der menschlich-privaten Sphäre mit dem Leben am Arbeitsplatz, was der Erzählung ihre Lebensechtheit sichert. Wieder ist es die Vielgestalt der psychologischen Vertiefungen, die das Problem von vielen Seiten her sichtbar macht.“
Schließlich mahnte der Kritiker der Union, dass die Annahme, solch rückständige Brigaden wie die beschriebene gäbe es nicht mehr, gefährlich sei und sich jeder einzelne seiner Verantwortung für Gefährdete bewusst sein solle.

## Lesermeinungen
Die Lesermeinungen bezogen sich auf drei Aspekte: Hanna Sörgels Einsamkeit wider Willen (bei mitfühlenden Lesern) bzw. elementare Schwachheit (bei ablehnenden Lesern), die Brigade als Vergleich mit dem eigenen Arbeitsleben, die Richterin als Vorbild. Von einigen wurde der Tod der unverstandenen Protagonistin als allzu tragisch empfunden. Wieder andere bedauerten, dass nicht aufgezeigt wurde, wie die Brigade reifte und zusammenwuchs (was Bruns dann in Verständnis für die Neunte, 1962, nachholte).

## Bedeutung
Im Neuen Deutschland schrieb Willi Köhler: „Diese Erzählung ist eine so beachtliche Bereicherung unserer Gegenwartsliteratur, daß man ihr einen recht großen Leserkreis wünscht.“ Günter Ebert war sich sicher: „Ich zweifle nicht an einer unmittelbaren erzieherischen Wirkung des Buches.“ Zwei andere (nur mit Kürzel zeichnende) Kritiker mutmaßten, das Werk sei zeitgeboren, werde aber zeitlos wirken. Tatsächlich gab es keine zweite Auflage, lediglich eine Neuausgabe 1962 als Sammelband zusammen mit der Erzählung Das ist Diebstahl.